# Munții Hășmaș

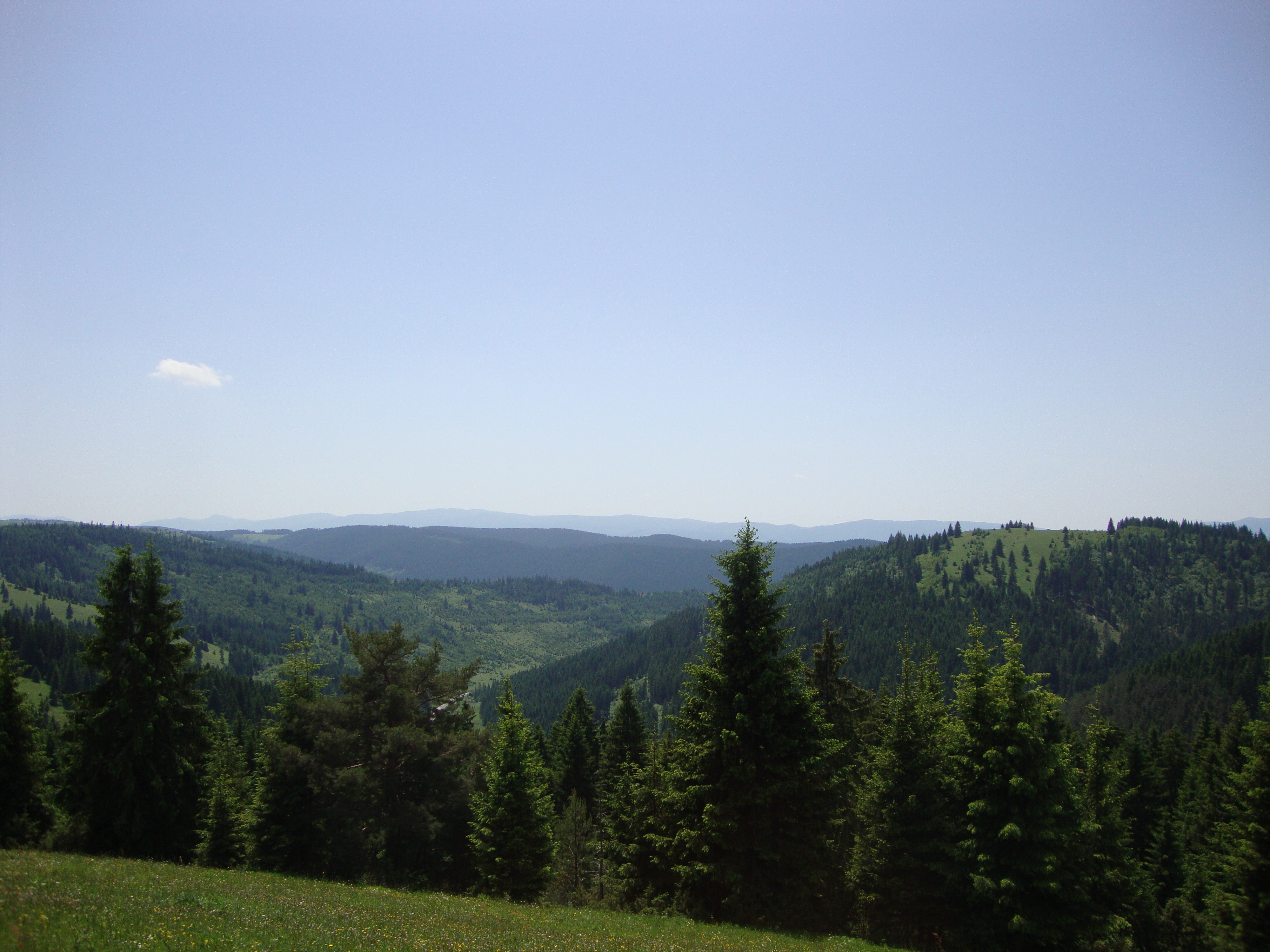
Vedere a munților

Munții Hășmaș (în maghiară Hagymás-hegység) sunt o grupă muntoasă a Carpaților Moldo-Transilvani, aparținând de lanțul muntos al Carpaților Orientali. Cel mai înalt pisc este Vârful Hășmașul Mare, având 1.792 m. 
Munții Hășmaș sunt cuprinși atât între Munții Giurgeului, Tarcăului și Ciucului cât și între depresiunile Ciuc și Giurgeu. Este un important nod hidrografic, din Hășmaș izvorăsc: Bicazul și Trotușul. Se mai numește și Hăghimaș.

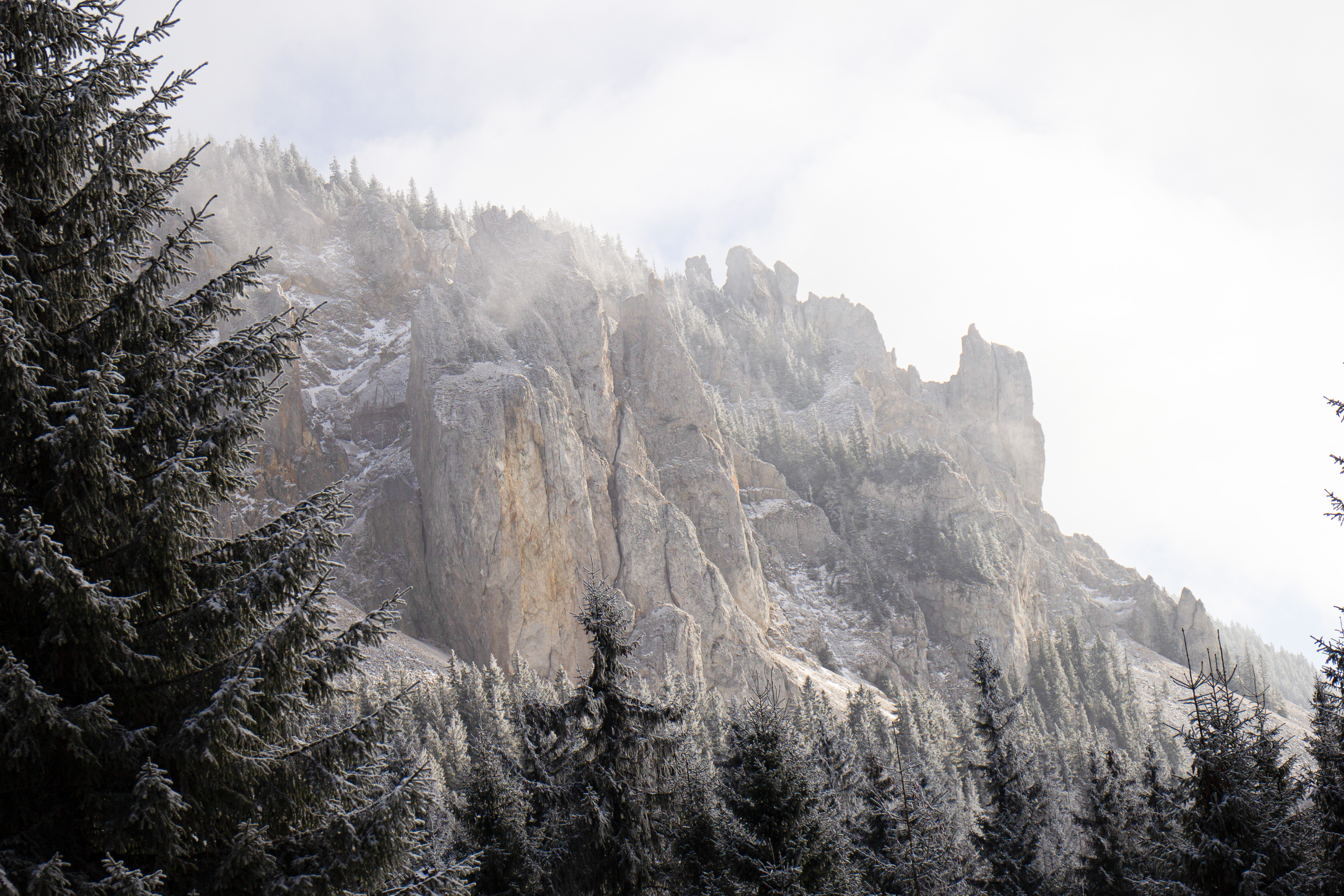